# 7,62 (альбом)
«7,62» — третий студийный альбом группы Пилигрим, вышедший весной 2010 года.

## Об альбоме
Своё название альбом получил в честь советского патрона калибра 7,62×25 мм. Альбом примечателен тем, что в впервые в буклете альбома представлены имена авторов текста. Лидер группы Андрей Ковалёв в альбоме «7,62» указан как «автор» всего одной композиции («Крест и меч»), и ещё в нескольких песнях числится «соавтором».
Презентация альбома прошла в клубе 1Rock 29 апреля 2010 года.

## Коммерческий успех
По сообщению на официальном сайте группы альбом стал лидером продаж салонов Евросеть.

## Список композиций
1. Интро
2. Бойня
3. В одном строю
4. Моя стихия
5. Поверь мне
6. На север
7. МДКН
8. Мёртвая хватка
9. Крест и меч
10. Пляска смертных
11. Стереть
12. Глоток огня
13. Я держусь
14. Боги неба (cover) гр. Дороги осени

## Клипы
1. Мёртвая Хватка (2009)
2. В одном строю (2010)

## Участники записи
- Андрей Ковалёв (Аркадич) — вокал
- Алексей Страйк — гитара, аранжировки, бэк-вокал
- Павел Ветров — гитара
- Александр Карпухин — барабаны
- Игорь «Бах» Моравский — бас-гитара, бэк-вокал
- Юрий Плеханов — клавишные инструменты
- Олег Изотов — гитара

### Приглашённые музыканты
- Артур Беркут (Ария) — вокал в «Крест и меч»